# Rhopalogonia scita
Rhopalogonia scita är en insektsart som beskrevs av Walker 1851. Rhopalogonia scita ingår i släktet Rhopalogonia och familjen dvärgstritar. Inga underarter finns listade i Catalogue of Life.